# Ларін Володимир Миколайович
Володимир Миколайович Ларін (нар. 8 листопада 1977) — український футболіст, що грав на позиції нападника та півзахисника. Відомий насамперед виступами за футбольні клуби «Прикарпаття», «Скала» та «Волинь», а також низку друголігових команд із Івано-Франківської області.

## Клубна кар'єра
Володимир Ларін розпочав заняття футболом у спецгрупі Івано-Франківського ВПУ № 21, і першим його тренером був відомий у минулому футболіст місцевого клубу «Прикарпаття» Богдан Дебенко. На початку 1995 року дебютував у аматорській на той час команді «Хімік» із міста Калуша, а з початком сезону 1995—1996 років дебютував у вищій лізі у складі івано-франківського «Прикарпаття». Молодий футболіст не зумів пробитися до основного складу команди, і другу половину сезону провів у складі першолігової стрийської «Скали». Але після закінчення сезону «Скала» припинила існування, і Володимир Ларін улітку перейшов до складу луцької «Волині», яка вибула з вищої ліги за результатами попереднього сезону. У луцькому клубі, який майже повністю оновив свій склад після вибуття до першого дивізіону, Володимир Ларін став одним із основних гравців лінії нападу, відзначившись за сезон 7 забитими м'ячами у 35 проведених матчах. Лучани добре розпочали чемпіонат, тривалий час були серед лідерів першості, але у підсумку зайняли 4 місце, і не зуміли повернутись до вищої ліги. Володимир Ларін грав у Луцьку ще півроку, і повернувся до рідного клубу «Прикарпаття». У івано-франківському клубі Ларін виступав протягом 5 років, та зіграв за цей час 94 матчі у чемпіонатах України, як у вищому, так і у першому дивізіоні. Протягом цього часу також виступав за дублюючий склад команди, який грав у другій лізі, а також за клуби «Тисмениця» та «Енергетик» (Бурштин), що певний час були фарм-клубами «Прикарпаття». Професійну футбольну кар'єру Володимир Ларін завершив у друголіговому івано-франківському клубі «Чорногора», в якому зіграв 6 матчів у сезоні 2003—2004. Після цього ще кілька років Володимир Ларін виступав за аматорські команди області, останньою з яких була команда «Цементник» із Ямниці у 2006 році.